# Himerarctia viridisignata
Himerarctia viridisignata là một loài bướm đêm thuộc phân họ Arctiinae, họ Erebidae.